# Sint-Callistuskerk
De Sint-Callistuskerk is een kerkgebouw in Neerbeek in de Nederlands Zuid-Limburgse gemeente Beek. De kerk staat aan een kruispunt midden in het dorp aan het Callistusplein en de Aldenhofstraat. Op ongeveer 400 meter naar het zuiden staat de Heilig-Hartkapel.
Het kerkgebouw (inclusief naastgelegen pastorie) is een rijksmonument en is gewijd aan Sint-Callistus.

## Geschiedenis
In 1933 werd de rooms-katholieke kerk, evenals de pastorie, gebouwd naar het ontwerp van architect Alexander Kropholler uit Wassenaar. Ze werd opgetrokken in een sobere traditionalistische stijl verwant aan de Delftse School.
In 1982 werd de transeptarm ingericht als dagkapel. Daarbij werd de spitsboogvormige scheiboog tussen koor en kruisarm gedicht met geel metselwerk.
Naast de kerk werd in 1946 een Bevrijdingsmonument (een Heilig Hartbeeld) geplaatst van Jean Weerts.

## Bouwwerk
Het kerkgebouw bestaat uit een westtoren met ingesnoerde torenspits, een hoog eenbeukig schip met vijf traveeën, een koor en aan de zuidzijde een transeptarm. Het koor is gericht op het oosten.